# Githopsis pulchella
Githopsis pulchella är en klockväxtart som beskrevs av Wilhelm Vatke. Githopsis pulchella ingår i släktet Githopsis och familjen klockväxter.
Artens utbredningsområde är Kalifornien.

## Underarter
Arten delas in i följande underarter:
- G. p. campestris
- G. p. pulchella
- G. p. serpentinicola